# Олександрівська церква при Реальному училищі (Новочеркаськ)
Олександрівська церква при Реальному училищі (рос. Александровская церковь при Реальном училище) — церква при Реальному училищі міста Новочеркаська Ростовської області (Росія). 

## Історія
Історія Новочеркаського реального училища і храму при ньому почалася з Височайше затвердженого 25 січня 1877 року постанови Державної ради Росії: «Заснувати в м. Новочеркаську і ст. Урюпинської з 1 липня 1887 роки два шестіклассних реальних училища з основним і комерційним відділеннями...».
У 1905 році в Новочеркаську було вирішено побудувати нову будівлю для Олександрівського реального училища. Закладка будівлі відбулася 31 липня 1906 року в присутності наказного отамана, великого князя Миколи Маслова, на перехресті вулиць Московської та Комітетської. Будівництво знаходилося під контролем інженера-архітектора Властова. Будівля будувалося на засоби військового капіталу. У 1908 році всі класи обох відділень училища були переведені в нову споруду і в 1908 році навчальний рік почався для них на новому місці.
При Новочеркаському Олександрівському реальному училищі (нині це середня школа № 1) у червні 1914 року, з благословення архієпископа Донського і Новочеркаського Володимира, було розпочато влаштування домовій церкві на честь Святого благовірного Великого Князя Олександра Невського. 
Церква будувалася на пожертви Почесного попечителя училища генерал-майора П. П. Риковськова. Проектував храм домовик міський архітектор В. Властов. У жовтні 1914 року церква була побудована і освячена. 
Церква розташовувалася на третьому поверсі будівлі училища. У ній перед початком занять проводили богослужіння учні училища, у першій половині 1917 року — члени місцевого Тимчасового урядового органу — Донисполкома. В роки громадянської війни в будівлі училища розміщувалися і молилися дівчата Смольного інституту шляхетних дівчат. Інститут, після зайняття більшовиками будівлі Смольного у Петрограді в жовтні 1917 року, був переведений в Новочеркаськ і розміщений на третьому поверсі Реального училища. У грудні 1919 року учні залишили будівля реального училища в Новочеркаську. Пізніше будівля перейшла загальноосвітній школі дев'ятирічки, потім — середній школі ім. Максима Горького. 
У роки Німецько-радянської війни в будівлі училища перебував військовий госпіталь. Після війни і до теперішнього часу в будівлі працює середня школа №1.